# Vildagliptin
Vildagliptin et oralt antidiabetikum. Den hører under gruppen gliptiner.[kilde mangler]